# Рубенов
Рубенов (нем. Rubenow) — община в Германии, в земле Мекленбург-Передняя Померания.
Входит в состав района Восточная Передняя Померания. Подчиняется управлению Лубмин. Население составляет 831 человек (на 31 декабря 2010 года). Занимает площадь 35,21 км².
Коммуна подразделяется на 7 сельских округов.